# Karcz
Karcz [pronunciación en polaco: /kart͡ʂ/] es un asentamiento ubicado en el distrito administrativo de Gmina Lipnica, dentro del Condado de Bytów, Voivodato de Pomerania, en Polonia del norte. Se encuentra aproximadamente a 4 kilómetros al este de Lipnica, a 15 kilómetros al sur de Bytów, y a 87 kilómetros al suroeste de la capital regional Gdańsk.
Para detalles de la historia de la región, véase Historia de Pomerania.